# Pedro B. Clavano
Pedro B. Clavano (Cebu, 31 gennaio 1907 – ...) è stato un politico filippino.

## Biografia
Nativo di Cebu, studiò all'Università di Santo Tomás e infine presso l'Università di San Carlos, dove si laureò in giurisprudenza. Prima del suo ingresso in politica fu impresario teatrale e dirigente d'azienda.
Raggiunse l'apice della sua carriera politica nel novembre 1955 quando fu designato Sindaco di Cebu dal Presidente Ramon Magsaysay. Il suo breve mandato si distinse per la realizzazione di importanti infrastrutture. L'emendamento dell'Atto del Commonwealth Nº 38, avvenuto alcuni mesi prima, concesse ai cittadini il diritto di voto per l'elezione del primo cittadino e lo rese l'ultimo sindaco di Cebu ad essere nominato dal governo. Le elezioni amministrative si svolsero l'8 novembre 1955: a partire dal 30 dicembre seguente la sua carica fu occupata da Serging Osmeña, rampollo della famiglia Osmeña e primo sindaco democraticamente eletto di Cebu.
Nel 1956 fu eletto consigliere comunale di Cebu, vincendo poco dopo il riconoscimento come "consigliere dell'anno".
La Pedro Clavano Street a Cebu fu rinominata così in suo onore il 3 maggio 1985, dal consiglio comunale della città, su iniziativa di Franklin R. Seno.